# Ueli Maurer
Ueli Maurer (Wetzikon, 1 de dezembro de 1950) é um político suíço e um dos líderes do Partido Popular Suíço (em italiano, Unione Democratica di Centro, UDC; em alemão, Schweizerische Volkspartei, SVP; em romanche, Partida Populara Svizra, PPS). Foi membro do Conselho Federal suíço - que representa o executivo do país - de 1 de janeiro de 2009 a 31 de dezembro de 2022, e, a partir de 1 de janeiro de 2019 tornou-se presidente do Conselho (cargo que equivale a Presidente da Confederação Suíça). Maurer já havia presidido o Conselho Federal em  2013.
Contador de formação, Maurer começou sua carreira política em 1978, quando foi eleito para o conselho municipal de Hinwil, no cantão de Zurique. Em 1983, chegou ao parlamento cantonal e, finalmente, em 1991, foi eleito para o Conselho Nacional da Suíça, que é a câmara baixa do país. Em dezembro de 2008, foi eleito conselheiro federal, pela Assembleia Federal suíça, sucedendo Samuel Schmid. Tomou posse em 1 de janeiro de 2009. No Conselho, foi-lhe atribuída a chefia do  Departamento Federal da Defesa, Proteção da População e Desportos, função que exerceu até dezembro de 2015. A partir de 2016, tornou-se responsável pelo Departamento Federal das Finanças.
Entre 1996 e 2008, Maurer  presidiu o Partido Popular Suíço, conhecido por suas posições anti-UE e anti-imigração. Naquele período, o PPS tornou-se o partido mais forte do país. Todavia, grande parte do crédito por esse crescimento foi atribuída a Christoph Blocher, o homem forte do partido. Maurer costumava ser parodiado na televisão pública suíça, como um fantoche de Blocher.